# Eisenbahnbrücken bei Münchenstein
Die Eisenbahnbrücken bei Münchenstein waren bzw. sind historische und neue Brückenbauwerke beim Übergang der Bahnstrecke von Basel nach Biel über die Birs bei Münchenstein im Schweizer Kanton Basel-Landschaft. Die erste Eisenbahnbrücke an dieser Stelle wurde wegen des schweren Unglücks beim Einsturz des Bauwerks 1891 international bekannt.
Die Anlage ist nicht mit der Münchensteinerbrücke in der nahen Stadt Basel zu verwechseln.

## Lage
Die doppelte Brücke überspannt das kanalisierte Flussbett der Birs 0,5 Kilometer nördlich des Ortszentrums von Münchenstein. Zur Gemeinde gehören die Gebiete beidseits des Flusses. In der breiten Flussniederung der Region Birseck bilden der Bergvorsprung des Eggenstein mit der national bedeutenden Liegenschaft «Bruckgut» auf der rechten Seite und die Anhöhe bei Hofmatt auf der linken Seite ein Engnis, weshalb auch schon die historische Strassenbrücke von Basel über Münchenstein nach Arlesheim dort stand; bei der älteren Holzbrücke befand sich früher eine Zollstelle. Heute führt die neue Bruckgutbrücke der Baselstrasse (Hauptstrasse 273) über die Birs (dazu die Liste der Brücken über die Birs).
Die beim Bau der Jurabahn von Basel nach Delémont und Biel entstandene Eisenbahnbrücke steht 60 Meter oberhalb der Strassenbrücke. Die Gleise liegen beim Flussübergang auf 267 m ü. M., rund vier Kilometer vom Bahnhof Basel SBB entfernt und direkt an der nördlichen Einfahrt zum Bahnhof Münchenstein. Sie ist von Basel aus gesehen die erste von acht Birsbrücken der Jurabahn.
Um 1960 entstand zwischen der Strassen- und der Bahnbrücke die neue Trambrücke für die Strassenbahn in das Birseck (heute Teil des Unternehmens Baselland Transport).
Die drei Verkehrslinien überqueren links von der Birs, im Anschluss an die Flussquerung, seit dem Bau der Autobahn A18 um 1980 auf separaten Brücken auch diese Hochleistungsstrasse. Auf beiden Seiten der Birs verlaufen an den Flussufern Fusswege unter den Brücken.
Oberhalb der Eisenbahnbrücken befindet sich die betonierte Widenbrücke, die als Steg für Fussgänger um 1970 im Zusammenhang mit den Abwasser-Sammelkanälen zur regionalen Abwasserreinigungsanlage «Birs» bei Birsfelden gebaut wurde.

## Geschichte

### Erste Brücke
1874 vergab die Bahngesellschaft Compagnie du chemin de fer du Jura bernois den Auftrag zur Errichtung der Birsbrücke bei Münchenstein an die im Bau von Eisenbahnbrücken erfahrene Stahlbaufirma von Gustave Eiffel. Die eingleisige Brücke mit Fachwerkträgern wurde 1875 in Betrieb genommen. Ein Hochwasser beschädigte 1881 die Widerlager, was umfangreiche Reparaturarbeiten nötig machte.

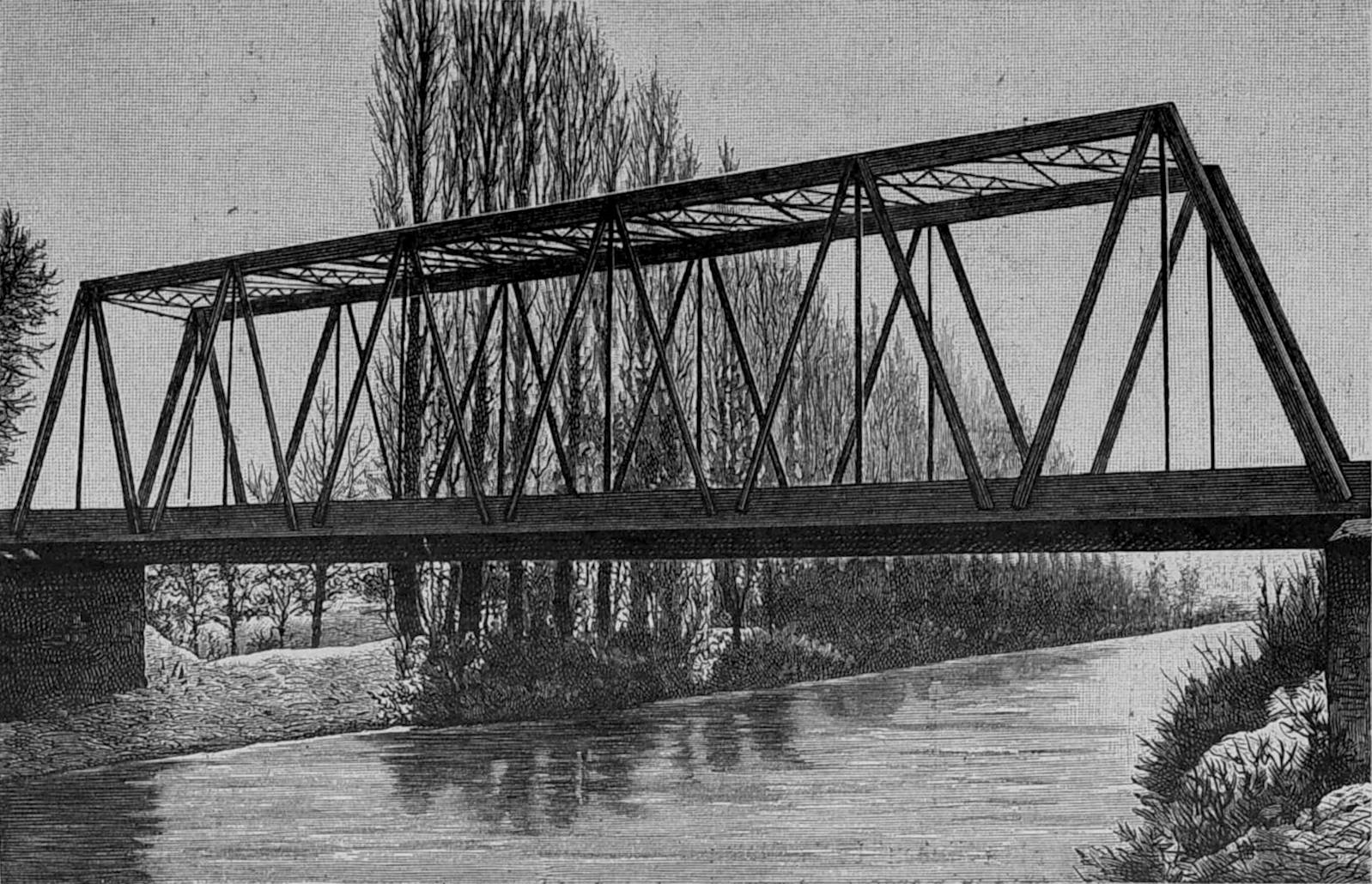
Brücke von 1875
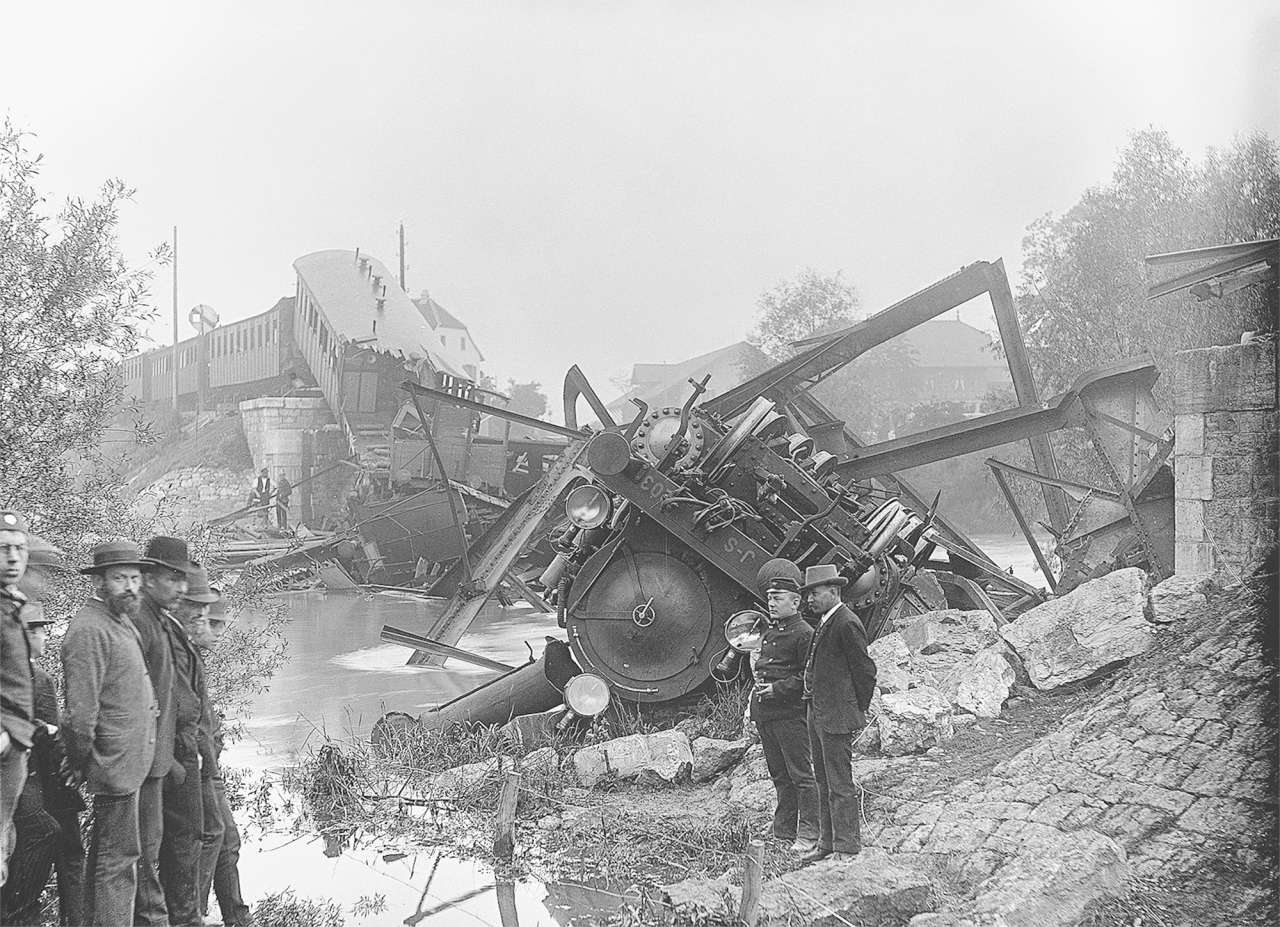
Unfallstelle 1891

### Eisenbahnunfall 1891
Am 14. Juni 1891 stürzte die Brücke unter dem Gewicht eines Zuges der Jurabahn zusammen. Der langen Komposition mit 12 Eisenbahnwagen waren zwei Lokomotiven vorgespannt, die gemäss einem Untersuchungsbericht der ETH-Professoren Karl Wilhelm Ritter und Ludwig von Tetmajer mit dem Abbremsen vor dem Bahnhof Münchenstein das Versagen der zu schwach konstruierten, durch das Hochwasser von 1881 beeinträchtigten Fachwerkbrücke verursachten. Die beiden Lokomotiven und mehrere Reisezugwagen stürzten in den Fluss. Beim von der internationalen Presse stark beachteten Unfall – der bis heute grössten Eisenbahnkatastrophe der Schweiz – kamen 73 Personen ums Leben und wurden 171 verletzt.

### Neue Birsbrücken

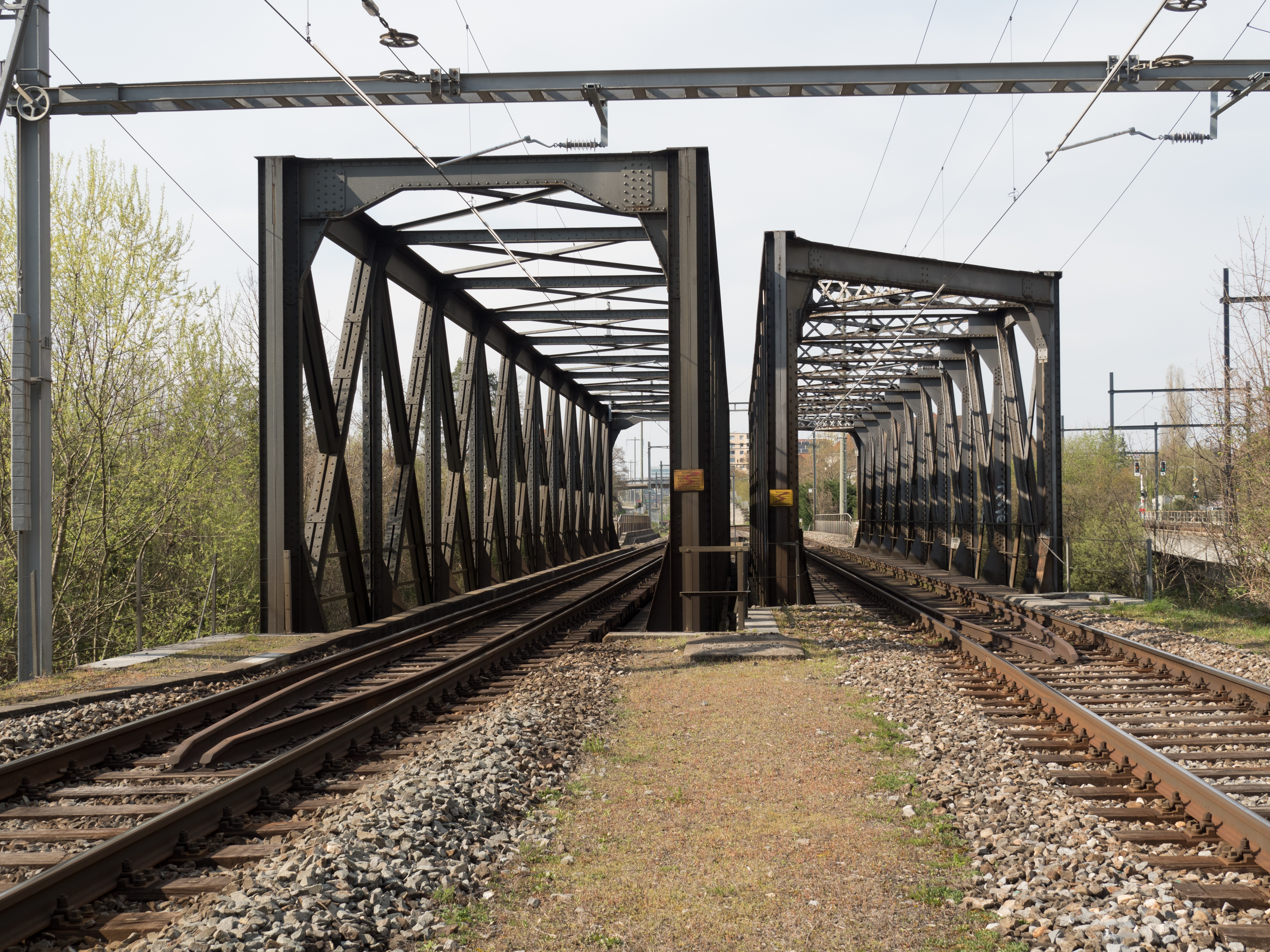
Brücken von 1892 (rechts) und 1909

Die Jurabahngesellschaft liess bis 1892 eine neue, stärkere Stahlfachwerkbrücke bauen, und 1909 errichteten die Schweizerischen Bundesbahnen, seit 1903 Nachfolger der Jura-Simplon-Bahn, daneben für die auf Doppelspur auszubauende Bahnstrecke noch eine zweite Brücke. Die beiden 45 Meter langen Konstruktionen standen wegen der Lage zum Fluss leicht versetzt. Ihre Bauweise erlaubte für die im 20. Jahrhundert eingeführten Lokomotiven und Züge eine Geschwindigkeit von bis zu 120 Stundenkilometern. Die Bahnstrecke bei Münchenstein wurde am 1. November 1931 elektrifiziert.

### Neubau 2024–2025
Zu Beginn des 21. Jahrhunderts beschlossen die SBB wegen des Zustands der beiden Brücken und der steigenden Unterhaltskosten einen Neubau des Flussübergangs. Die für 2023 geplanten Ersatzarbeiten der Brücken fanden zunächst nicht statt, weil die Pläne der Arbeitsplattform für den benötigten 1000-Tonnen-Kran aus Umweltschutzgründen abgeändert werden mussten. 2024 wurde zuerst die flussaufwärts gelegene Brücke mit dem grossen Kran entfernt und danach zerlegt und verschrottet. Dann baute die Unternehmung Frutiger neben dem Fluss die neue Stahlbrücke für dieses Gleis und gleichzeitig an den Flussufern die Betonwiderlager. Die neuen, 290 Tonnen schweren, 52 Meter langen und 6,7 Meter breiten Brücken haben Stahlfachwerkträger mit obenliegendem Fachwerk. Die achtfeldrige Dreiecksfachkonstruktion ist aus luftdicht geschweissten Stahl-Hohlprofilen zusammengesetzt. Der Fahrbahntrog aus Stahlbeton trägt den Oberbau mit dem Schotterbett. Die auf dem Vorland fertiggestellten Brücken werden hydraulisch in die Position auf den neuen Widerlagern eingeschoben.
Anfangs 2025 wurde mit einem Schwerlastkran die untere Brücke ebenfalls in einem Stück von ihrem Platz abgehoben, damit auch der zweite Neubau beginnen konnte. Der Regierungsrat des Kantons Basel-Landschaft hatte im Herbst 2024 beschlossen, die ältere der beiden technikgeschichtlich bedeutenden Bahnbrücken vor der Verschrottung zu bewahren und zu einem späteren Zeitpunkt an einem anderen Flussübergang im Kanton wieder aufzustellen. Deshalb wurde die Brücke von 1892 auf dem Montageplatz neben den Gleisen sorgfältig in ihre Einzelteile zerlegt und für die Zwischenlagerung vorbereitet.

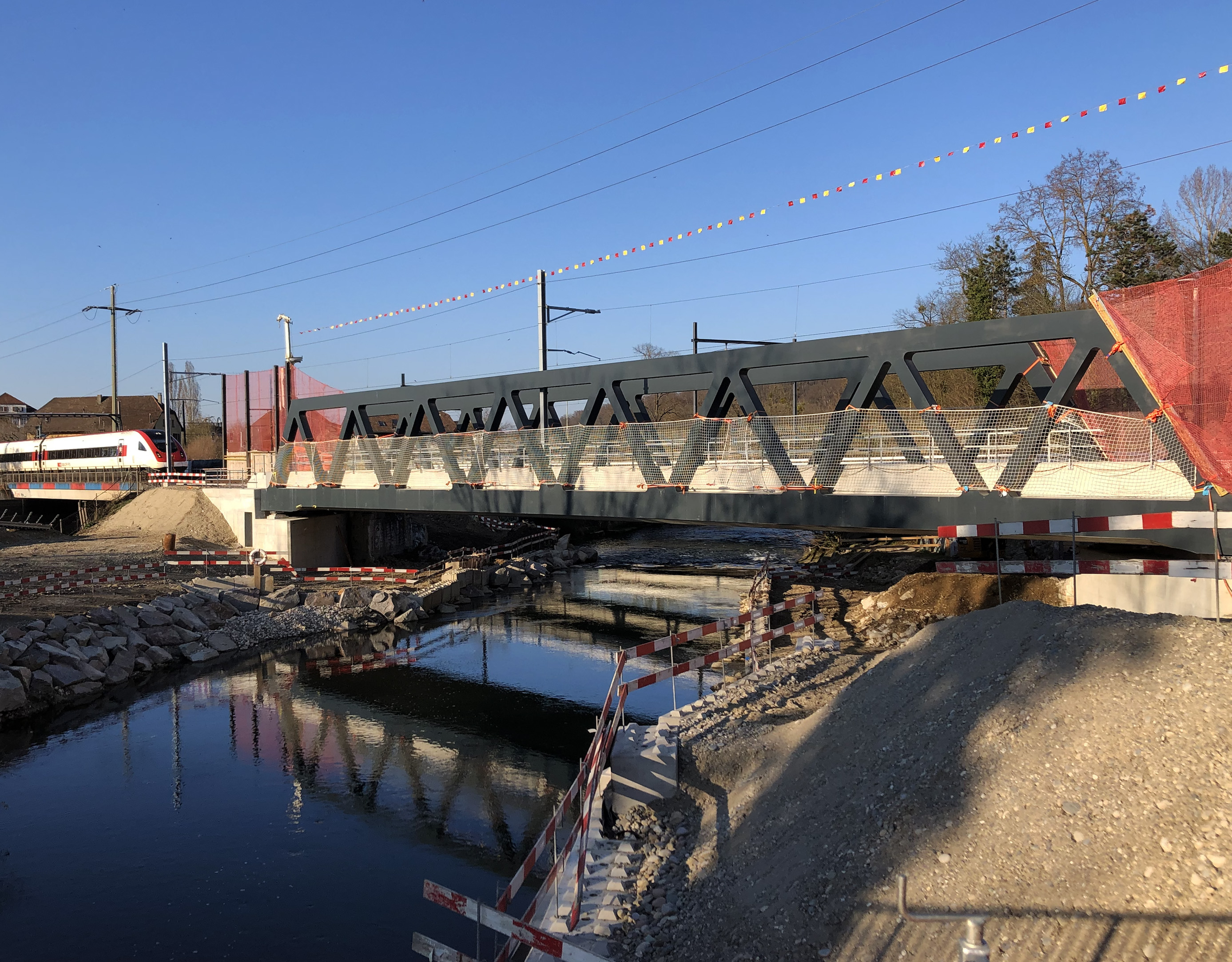
Baustelle mit der neuen oberen Brücke
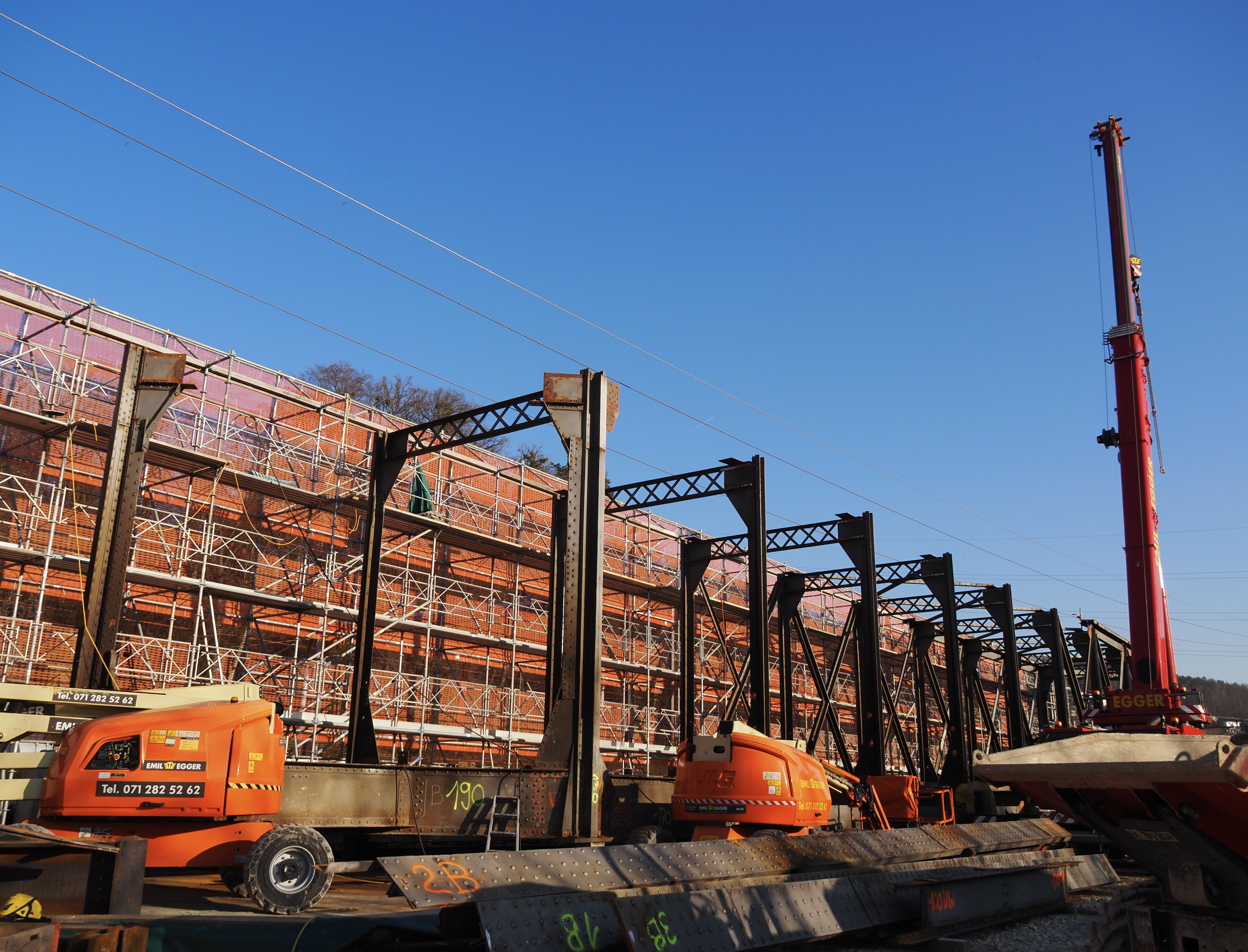
Demontieren der Brücke von 1892
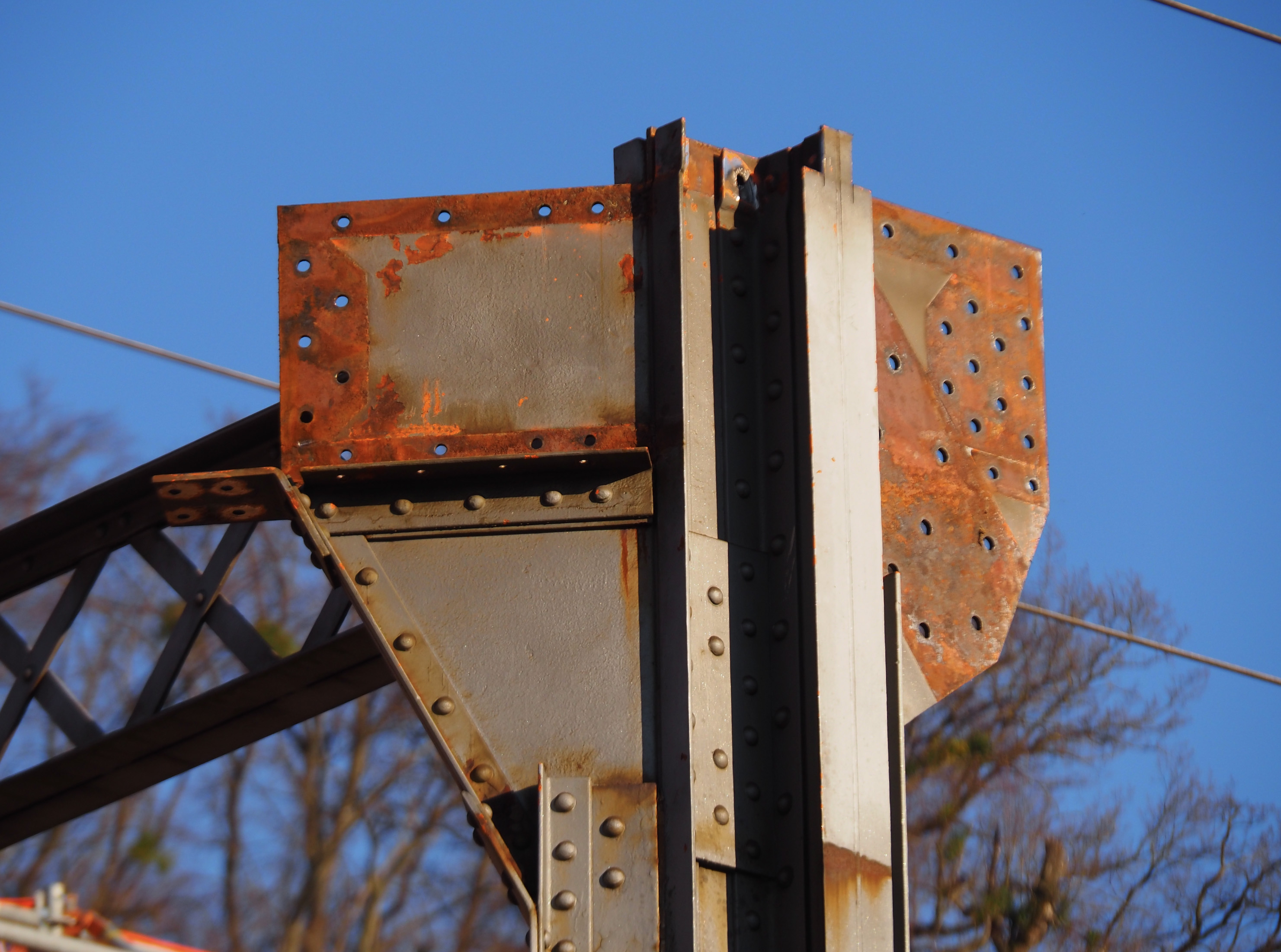
Detail der Nietung